# Petalonyx linearis
Petalonyx linearis là một loài thực vật có hoa trong họ Loasaceae. Loài này được Greene miêu tả khoa học đầu tiên năm 1886.